# 傑拉米·格蘭特
傑拉米·格蘭特（英語：Jerami Grant，1994年3月12日—），生于美国俄勒岡州波特蘭，現效力于NBA聯盟波特蘭拓荒者，其胞兄為傑里安·葛蘭特。

## 職業生涯
2014年6月26日，在2014年NBA選秀中，格蘭特於次輪總第39位被費城76人隊選中。9月29日，76人隊和格蘭特正式簽約。
2016年11月1日，雷霆與76人正式完成一樁換人交易。雷霆得到傑拉米·格蘭特，而76人則得到艾森·伊利亞索瓦和有條件限定的首輪選秀權。傑拉米·格蘭特選擇身穿雷霆隊9號球衣。

## 國家隊生涯
2021年6月，格蘭特入選美國男籃參加東京奧運會12人大名單，並最終奪得金牌。